# Universidad Autónoma de Durango
La Universidad Autónoma de Durango (o Universidad Durango Santander o UAD), es una institución privada de educación superior que se fundó en la ciudad de Durango, México y con campus en múltiples estados mexicanos. Fue fundado el 11 de febrero de 1992 y es operado por el Fomento Educativo y Cultural Francisco de Ibarra A.C.
La universidad atiende a unos 16.000 estudiantes por su cuenta a nivel de educación media superior, licenciatura y postgrado y ofrece aprendizaje a distancia. La universidad también ofrece educación bilingüe (inglés y español) desde el preescolar hasta la preparatoria con el Colegio de Inglés.

## Oferta Educativa
La UAD ofrece cursos de estudio a tiempo completo, cursos de estudio a tiempo parcial, educación a distancia en línea y cursos de sábado y noche. Las licenciaturas pueden ser cuatrimestrales o semestrales. Los posgrados son semestrales, y sólo se asiste un fin de semana al mes.
Las siguientes son las licenciaturas y posgrados impartidas por la universidad en sus distintos campus, las cuales cuentan con Reconocimiento de Validez Oficial de Estudios. La oferta educativa varía en cada campus:

### Licenciaturas
| - Administración de Empresas Turísticas - Administración Financiera - Administración Gestión Empresarial - Arquitectura - Ciencias y Técnicas de la Comunicación - Cine y Producción Audiovisual - Comercio Internacional - Contador Público - Contador Público Auditor - Cosmetología - Criminología - Derecho - Diseño Gráfico Digital - Diseño de Moda | - Diseño Multimedia - Educación Física - Enfermería - Gastronomía - Imagen y Relaciones Públicas - Mercadotencia - Medicina General - Negocios - Nutrición - Odontología - Psicología - Psicopedagogía - Relaciones Internacionales - Teología |

### Maestría
- Alta Dirección y Gerenciamiento Empresarial
- Amparo
- Derecho Fiscal
- Finanzas
- Geriatría
- Juicios Orales
- Valuación Inmobiliaria

### Doctorados
- Administración
- Derecho Constitucional, Penal y Amparo
- Educación

## Campus en todo México

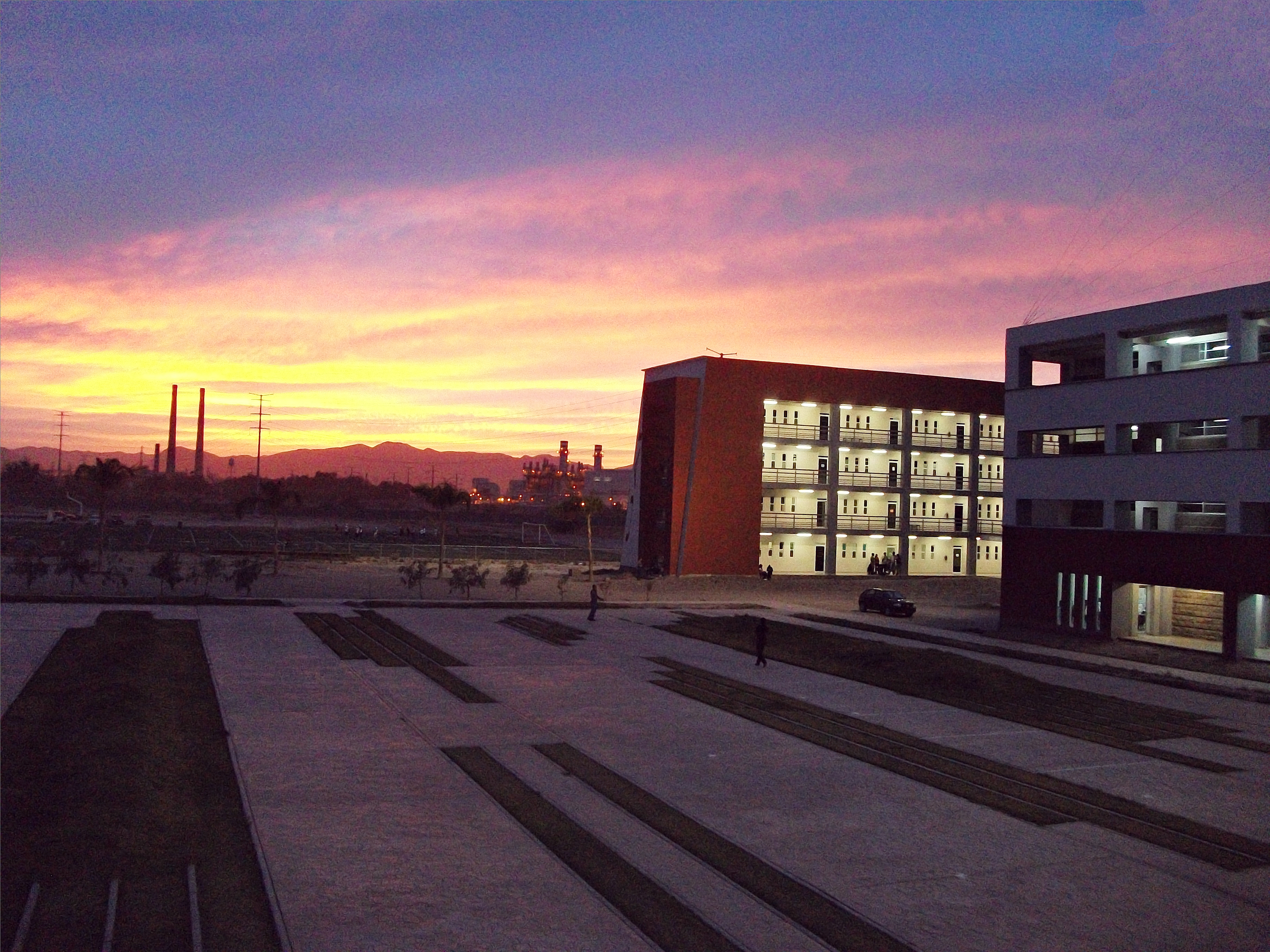
UAD Campus Laguna en Gómez Palacio, Durango

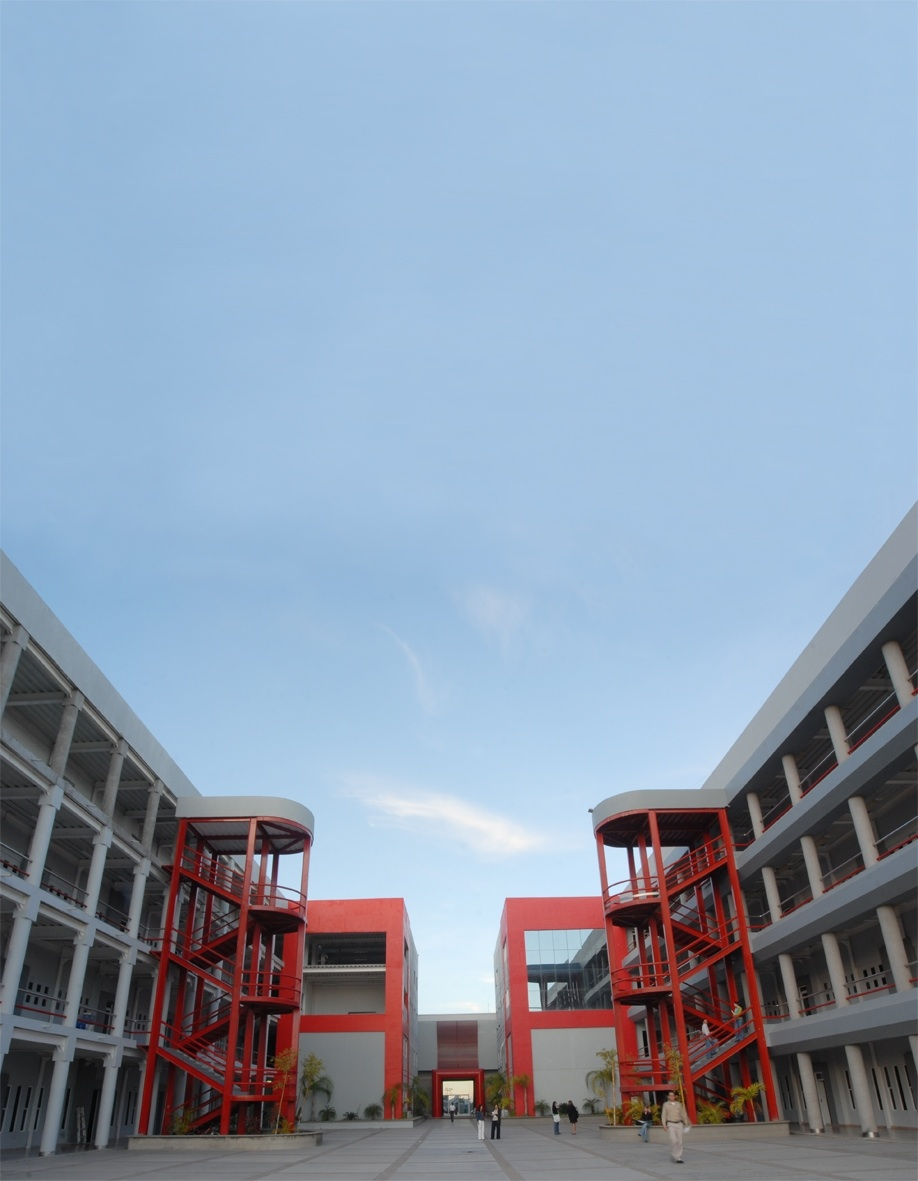
UAD Campus en Mazatlán, Sinaloa

| Campus                                                      | Ciudad               | Estado           |
| ----------------------------------------------------------- | -------------------- | ---------------- |
| Universidad Autónoma de Durango Campus Aguascalientes       | Aguascalientes       | Aguascalientes   |
| Universidad Autónoma de Durango Campus Ensenada             | Ensenada             | Baja California  |
| Universidad Autónoma de Durango Campus Mexicali             | Mexicali             | Baja California  |
| Universidad Autónoma de Durango Campus Tijuana              | Tijuana              | Baja California  |
| Universidad Autónoma de Durango Campus Chihuahua            | Chihuahua            | Chihuahua        |
| Universidad Autónoma de Durango Campus Ciudad Juárez        | Ciudad Juárez        | Chihuahua        |
| Universidad Autónoma de Durango Campus Monclova             | Monclova             | Coahuila         |
| Universidad Autónoma de Durango Campus Torreón              | Torreón              | Coahuila         |
| Universidad Autónoma de Durango Campus Saltillo             | Saltillo             | Coahuila         |
| Universidad Autónoma de Durango Campus Durango              | Ciudad de Durango    | Durango          |
| Universidad Autónoma de Durango Campus Alamedas             | Ciudad de Durango    | Durango          |
| Universidad Autónoma de Durango Campus Laguna               | Gómez Palacio        | Durango          |
| Universidad Autónoma de Durango Campus Santiago Papasquiaro | Santiago Papasquiaro | Durango          |
| Universidad Autónoma de Durango Campus Pachuca              | Pachuca              | Hidalgo          |
| Universidad Autónoma de Durango Campus Ciudad de México     | Ciudad de México     | Ciudad de México |
| Universidad Autónoma de Durango Campus Morelia              | Morelia              | Michoacán        |
| Universidad Autónoma de Durango Campus Monterrey            | Monterrey            | Nuevo León       |
| Universidad Autónoma de Durango Campus Querétaro            | Querétaro            | Querétaro        |
| Universidad Autónoma de Durango Campus Culiacán             | Culiacán             | Sinaloa          |
| Universidad Autónoma de Durango Campus Guasave              | Guasave              | Sinaloa          |
| Universidad Autónoma de Durango Campus Los Mochis           | Los Mochis           | Sinaloa          |
| Universidad Autónoma de Durango Campus Mazatlán             | Mazatlán             | Sinaloa          |
| Universidad Durango Santander Campus Ciudad Obregón         | Ciudad Obregón       | Sonora           |
| Universidad Durango Santander Campus Hermosillo             | Hermosillo           | Sonora           |
| Universidad Durango Santander Campus Nogales                | Nogales              | Sonora           |
| Universidad Autónoma de Durango Campus Fresnillo            | Fresnillo            | Zacatecas        |
| Universidad Autónoma de Durango Campus Zacatecas            | Zacatecas            | Zacatecas        |

## Medios
UAD opera la red de radio Lobos FM, con estaciones en Culiacán, Durango, Gómez Palacio, Hermosillo, Los Mochis, Mazatlán y Zacatecas. Además, la UAD opera un canal de televisión en Durango, XHUAD-TDT canal 4.